# PSR J0737-3039
PSR J0737-3039 هي مجرة تتبع كوكبة الكوثل. اكتشفها Marta Burgay ‏ في 2003.

## روابط خارجية
- PSR J0737-3039 على موقع ويكي سكاي: DSS2, SDSS, GALEX, IRAS, Hydrogen α, X-Ray, Astrophoto, Sky Map, Articles and images